# دايفيد بنوا
دايفيد بنوا (بالإنجليزية: David Benoit)‏ هو عازف بيانو وعازف جاز وملحن أمريكي، ولد في 18 أغسطس 1953 في بيكرسفيلد في الولايات المتحدة.

## وصلات خارجية
- الموقع الرسمي
- دايفيد بنوا على موقع IMDb (الإنجليزية)
- دايفيد بنوا على موقع ميوزك برينز (الإنجليزية)
- دايفيد بنوا على موقع أول ميوزيك (الإنجليزية)
- دايفيد بنوا على موقع ديسكوغز (الإنجليزية)
- دايفيد بنوا على موقع قاعدة بيانات الفيلم (الإنجليزية)